# Czarne skrzydła (powieść)
Czarne skrzydła – dwuczęściowa powieść Juliusza Kaden-Bandrowskiego wydana w latach 1928-1929.

## Charakterystyka
Pierwsza jej wersja ukazała się w prasie w latach 1925-1926; w wersji książkowej z lat 1928-1929 autor dokonał wielu zmian. Powieść składa się z dwóch części: Lenora i Tadeusz. Utwór utrzymany w poetyce ekspresjonizmu łączy w sobie elementy reportażu, politycznej karykatury i pamfletu.

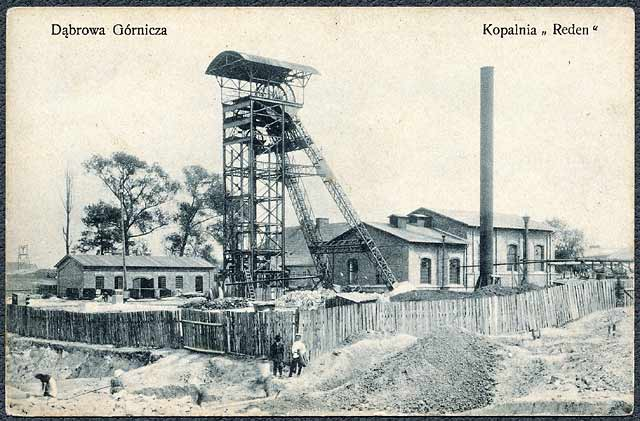
Kopalnia Reden w Dąbrowie Górniczej (ok. 1910)

Fabuła powieści nawiązuje do rzeczywistej katastrofy górniczej, która w 1923 wydarzyła się w kopalni Reden w Dąbrowie Górniczej (w utworze – jako Osada Górnicza). Powstanie utworu poprzedzone zostało dłuższymi, wnikliwymi studiami środowiskowymi: pisarz miał okazję osobiście poznać warunki życia górników i miejscowe stosunki społeczne, gdy na przełomie 1923 i 1924 spędził kilka miesięcy w Zagłębiu Dąbrowskim i na Śląsku, nie tylko stykając się z górnikami w pracy i w warunkach domowych, ale uczestnicząc też w zebraniach związkowych. Zebrany tak materiał nadaje walor autentyzmu bohaterom i wydarzeniom powieści, a samemu utworowi – cechę dokumentu literackiego i historycznego.  
Powieść przedstawia konflikty między robotnikami i działaczami ruchu socjalistycznego a właścicielami i zarządcami kopalń. Głównym wątkiem fabularnym są jednak tragiczne dzieje romansu Tadeusza (byłego legionisty i syna socjalistycznego posła) oraz Leonory, prostej dziewczyny pracującej w kopalni. Powieść ukazuje też wiele ówczesnych postaci autentycznych. Choć stanowi oskarżenie dzikiego kapitalizmu, autor nie opowiada się jednoznacznie po żadnej ze stron sporu. Krytykuje zarówno przedstawicieli obcego kapitału i polską administrację, jak i miejscowych działaczy PPS. Mimo odwoływania się do śląskich realiów, utwór jest zarazem parabolą ukazującą konflikty pomiędzy ideologią, polityką i praktyką życia, losem zbiorowości a jednostką.
W 1962 na podstawie powieści powstał film Czarne skrzydła w reżyserii Ewy i Czesława Petelskich.